# Pideazivni, Ratne
Pideazivni (în ucraineană Під`язівні) este un sat în comuna Samarî din raionul Ratne, regiunea Volînia, Ucraina.

## Demografie
Componența lingvistică a localității Pideazivni
     Ucraineană (100%)
Conform recensământului din 2001, toată populația localității Pideazivni era vorbitoare de ucraineană (100%).